# 櫻井義秀
櫻井 義秀（さくらい よしひで、1961年4月18日 - ）は、日本の宗教学者、北海道大学教授。研究分野は、宗教社会学、アジア社会研究。

## 略歴
山形県上山市生まれ。1980年山形県立山形東高等学校卒業、1984年北海道大学文学部哲学科宗教学専攻卒業。1986年北海道大学大学院文学研究科行動科学専攻修士課程修了。1987年北海道大学大学院文学研究科行動科学専攻博士後期課程中退、北星学園女子短期大学家政学科専任講師。1992年北海道大学文学部講師（人間行動学講座）、1996年助教授（社会システム科学講座）、2004年教授。2005年、博士論文「東北タイの開発と文化再編」で北海道大学博士（文学）。北海道大学出版会理事長。日本宗教学会常務理事。2011年から2年の任期で北海道社会学会会長。「宗教と社会」学会会長（2009-2011）。藤女子大学非常勤講師。チュラーロンコーン大学、マハーサーラカーム大学、香港大学の客員教授を歴任。北海道大学出版会理事。北海道大学ハラスメント相談室長。日本脱カルト協会理事を経て2025年現在は顧問を務める。
近年は日蓮宗で得度をした。2023年4月15日から5月19日にかけて、日蓮宗信行道場の行を成満し、得度から約2年半で日蓮宗教師になった。

## 研究・思想・発言
統一教会（世界基督教統一神霊協会、世界平和統一家庭連合）の青春を返せ裁判において、櫻井の論文「オウム真理教現象の記述をめぐる一考察－マインド・コントロール言説の批判的検討」（『現代社会学研究』9:74-101頁、1996年）が、マインドコントロールの存在を否定する論拠として統一教会に利用される。その後、カルト被害者やカルト問題を扱う弁護士などの立場を重視したカルト研究を始める。
彼自身は1990年代から問題意識を持って統一教会問題の研究に取り組んでいる。大学キャンパス内におけるカルトの勧誘に対して注意喚起を行っている。統一教会、オウム真理教、アレフ、ひかりの輪、摂理、親鸞会、顕正会、日本キャンパスクルセードなどの一部の宗教団体については、団体名を挙げて批判している。大学祭においても幸福の科学が心理研究会と称する勧誘を行うことに対して注意を促し、大学祭が正体を隠した勧誘の場に利用されないようにアドバイスを行うなどカルト対応を行った。また場合によってカルト対策として「保護説得」を容認するとの発言をしている。
櫻井の研究には、論文の盗用や捏造ととられかねないものもあると言われる。そのため研究不正をたびたび疑われてきたことを、櫻井自身が自著の中で述べている。

## カルト研究への批判
『「カルト」を問い直す』に対して米本和広が質問状を出し、批判を行っている。
統一教会の関連団体「天宙平和連合」日本事務次長の魚谷俊輔は『統一教会』と『大学のカルト対策』に対して批判的な書評を連載している。

## 訴訟
2010年11月、中西尋子との共著作『統一教会』を紹介した「韓国農民にあてがわれた統一教会・合同結婚式 日本人妻の「SEX地獄」─＜衝撃リポート＞北海道大学教授らの徹底調査で判明した戦慄の真実（『週刊ポスト』小学館2010年6月4日号）に対して、統一教会が記事発刊元の小学館に対して名誉棄損で提訴した。2013年2月20日東京地裁は記事見出しについて原告側の主張を認め、名誉棄損などについては棄却。

## 宗教団体からの捏造・盗用の申し立て
2016年7月25日、摂理から「カルトの被害をどう食い止めるか」（『中央公論』2006年10月号142-149頁）と「キャンパス内のカルト問題」（『高等教育ジャーナル』2007年15号1-13号）を中心とする櫻井の論文に捏造、科学研究費の不正使用があると申し立てを受けた。北海道大学は予備調査において櫻井は調査データおよび出張記録を提出、北海道大学は不正に当たらないと判定している。同年8月には『死者の結婚』に指導学生の卒業論文からの盗用箇所があるとして不正申し立てを受けた。櫻井は、指導学生からの引用の了承を証明する証拠はないものの、指導学生が務める出版社で書評を掲載された際のメールのやり取りを提出し、北海道大学は不正に当たらないと判定している。後日、同じ内容の盗用申し立てが、『死者の結婚』の出版社である北海道大学出版会に対して行われている。さらに櫻井のホームページ上で学歴詐称に相当する記載があるとの申し立てを受けるが、櫻井は誤記であると主張する。これらの申し立てを受けた体験から、櫻井は、研究不正における時効と免責の必要性を主張する。

## 研究業績

### 著書
- 『東北タイの開発と文化再編』北海道大学図書刊行会 2005 ISBN 9784832965218
- 『「カルト」を問い直す 信教の自由というリスク』中公新書ラクレ 2006 ISBN 9784121502018
- 『東北タイの開発僧 宗教と社会貢献』梓出版社 2008 ISBN 9784872622225
- 『霊と金スピリチュアル・ビジネスの構造』新潮新書 2009 ISBN 9784106103155
- 『死者の結婚 祖先崇拝とシャーマニズム』北海道大学出版会 2010 北大文学研究科ライブラリ ISBN 9784832933736 / 法蔵館文庫 2024。ISBN 978-4831826756。
- 『カルト問題と公共性－裁判･メディア･宗教研究はどう論じたか』北海道大学出版会 2014 ISBN 9784832967984
- 『人口減少時代の宗教文化論─宗教は人を幸せにするか』北海道大学出版会 2017 ISBN 9784832933996
- 『統一教会―性・カネ・恨から実像に迫る』中央公論新社〈中公新書〉、2023年3月。ISBN 978-4121027467。
- 『宗教と政治の戦後史 : 統一教会・日本会議・創価学会の研究』朝日新書、2024年10月。

### 編著・共編著
- Regional Development in Northeast Thailand and Formation of Thai Civil Society Somsak Srisontisuk共編著 2003　ISBN 9743290915
- 『よくわかる宗教社会学』三木英共編著 ミネルヴァ書房 2007 やわらかアカデミズム〈わかる〉シリーズ ISBN 9784623049967
- 『カルトとスピリチュアリティ 現代日本における「救い」と「癒し」のゆくえ』編著 ミネルヴァ書房 2009 叢書・現代社会のフロンティア ISBN 9784623052493
- 『社会貢献する宗教』稲場圭信共編 世界思想社 2009 ISBN 9784790714460
- 『現代タイの社会的排除 教育、医療、社会参加の機会を求めて』道信良子共編著 梓出版社 2010 ISBN 9784872622300
- 櫻井義秀、中西尋子『統一教会―日本宣教の戦略と韓日祝福』北海道大学出版会、2010年3月。ISBN 978-4832967205。
- A Study of Healthy Being: From interdisciplinary approach, Wada Hiromi and Wai Ling Lai 共編著 梓出版社 2010 ISBN 9784872622317
- 『越境する日韓宗教文化 韓国の日系新宗教日本の韓流キリスト教』李元範共編著 北海道大学出版会 2011 ISBN 9784832967571
- 한「한일 종교문화 교류의 최전선―일본의 한류와 한국의 일류　이원범共編著　인문사  2011 ISBN 9788997255184
- 『はじめて学ぶ宗教 自分で考えたい人のために』岡田典夫、小澤浩、島薗進、中村圭志共著 有斐閣 2011 ISBN 9784641173774
- 『日本に生きる移民たちの宗教生活 ニューカマーのもたらす宗教多元化』三木英共編著 ミネルヴァ書房、2012 MINERVA社会学叢書 ISBN 9784623063185
- 『大学のカルト対策』大畑昇共編著 北海道大学出版会 2012 ISBN 9784832933828
- 『アジアの宗教とソーシャル・キャピタル』濱田陽共編著 明石書店 2012 ISBN 9784750337319 [22]
- 『タイ上座仏教と社会的包摂－ソーシャル・キャピタルとしての宗教』 明石書店 2013 ISBN 9784750337968
- 『アンビシャス社会学』飯田俊郎・西浦功共編著 北海道大学出版会 2014 ISBN 9784832967939
- 『よくわかる宗教学』平藤喜久子共編著 ミネルヴァ書房 2015 やわらかアカデミズム〈わかる〉シリーズ ISBN 9784623072750
- 『アジアの社会参加仏教－政教関係の視座から』外川昌彦・矢野秀武共編著 北海道大学出版会 2015 ISBN 9784832968127
- 『カルトからの回復－こころのレジリアンス』北海道大学出版会 2015 ISBN 9784832933927
- 『人口減少社会と寺院－ソーシャル・キャピタルの視座から』川又俊則共編著 法蔵館 2016 ISBN 9784831857026
- 『現代中国の宗教変動とアジアのキリスト教』川又俊則共編著 法蔵館 2016 ISBN 9784832968325

### 論文
- 櫻井義秀,1987,「市民宗教研究序説－R.N.Bellahの所論をめぐって－」『北星学園大学女子短期大学紀要』24:51-76.
- 櫻井義秀,1988,「家と祖先崇拝－山形県東村山郡黒澤を事例に－」『社会学評論』154:119-136.
- 櫻井義秀,1990,「世俗化過程におけるカルト宗教の位置づけ」『北星学園女子短期大学紀要』26:1-15.
- Sakurai Yoshihide,1990, "Aspects of Japanese Development Cooperative Activities in Thailand"『北星学園女子短期大学紀要』27:105-138.
- 櫻井義秀,1991,「消費者被害ー霊感商法の現状を中心に」『北星学園女子短期大学紀要』27:53-91.
- 櫻井義秀,1992,「短期大学における自己評価の可能性」『北星学園女子短期大学紀要』28:1-100.
- 櫻井義秀,1992,「家族における互酬性の規範と死者供養-タイ東北部農村家族を事例に-」『現代社会学研究』5:133-163.
- 櫻井義秀,1995,「近代・開発の言説支配と対抗的社会運動」『現代社会学研究』8:28-59.
- 櫻井義秀,1996,「宗教実践の構成と社会変容－東北タイ農村社会を事例に－」『社会学評論』46(3):327-347.
- 櫻井義秀,1996,「オウム真理教現象の記述をめぐる一考察－マインド・コントロール言説の批判的検討－」『現代社会学研究』9:74-101.。
- 櫻井義秀,1997,「新宗教教団の形成と社会変動ー近・現代日本における新宗教研究の再検討ー」『北海道大学文学部紀要』46(1):111-194.
- 櫻井義秀,1998,「タイ・アイデンティティと文化研究ーチャティプ・ナートスパー氏による共同体文化論の検討を中心にー」『現代社会学研究』11:49-69.
- 櫻井義秀,1998,「東北タイの大学教育と地域社会研究－1997年マハサラカーム大学の事例－」『現代社会学研究』11:87-99.
- 櫻井義秀,1998,「新宗教教団の形成と地域社会との葛藤」『宗教研究』317:75-99.
- 櫻井義秀,1999,「在タイ日系鉛筆製造企業における労働者のアイデンティティ形成と生活構造」『社会学評論』49(4)549-567.
- Sakurai Yoshihide,1999, "The Role of Buddhist Monks In Rural Development and Their Social Function In Civil Society" Tai Culture 2 Southeast Asia Communication Center December :108-124.
- 櫻井義秀,2000,「地域開発に果たす僧侶の役割とその社会的機能-東北タイの開発僧を事例に－」『宗教と社会』6:27-46.
- Sakurai Yoshihide,2000, "Cult Controversy and Anti-Cult Movement In Japan since 1995: Case Study of a New Religious Cult, the Tenchi-Seikyo, Affiliated with the Unification Church"『北海道大学文学研究科紀要』101:193-226.
- 櫻井義秀,2002,「東北タイ地域開発における開発NGOの課題-市民社会論との関わりで－」『タイ研究』1:1-18.
- Sakurai Yoshihide,2002, "Mixed Marriage in Japan: the Feminist Critical Perspective and Regional Counterargument"『北海道大学文学研究科紀要』106:127-148.
- 櫻井義秀,2002,「『宗教被害』と人権・自己決定をめぐる問題－統一教会関連の裁判を中心に－」『現代社会学研究』15:63-81.
- Sakurai Yoshihide,2002, "The Tasks of NGOs in Rural Development in Northeastern Thailand: the Debate on the Formation of Civil Society"『北海道大学文学研究科紀要』107:73-112.
- 櫻井義秀,2002,「『カルト』調査研究の課題」『宗教と社会』8:245-249.
- 櫻井義秀,2003,「『マインド・コントロール』論争と裁判－『強制的説得』と『不法行為責任』をめぐって－」『北海道大学文学研究科紀要』109:59-175.
- 櫻井義秀,2003,「宗教/ジェンダー・イデオロギーによる『家族』の構築－統一教会女性信者を事例に－」『宗教と社会』9:43-66.
- Sakurai Yoshihide,2003, "A Comparative Study of Higher Education In Thailand and Japan: Several Issues Regarding the Independent State University Administrative Corporations" John Renner and Jim Cross eds., Higher Education Without Borders-Sustainable Development in Higher Education EDU-COM 2002,:313-321.
- 櫻井義秀,2003,「『関心共同圏』としての市民社会形成－東北タイ日本語教育支援型NPOの活動を事例に－」『北海道大学文学研究科紀要』111:119-155.
- 櫻井義秀,2003,「日本の『カルト』問題－韓国に嫁いだ日本統一教会女性信者の事例－」『日本近代學研究』7:103-118.櫻井義秀同論文朝鮮語訳（ハングル略）:119-136.
- 櫻井義秀「宗教情報教育の可能性 : 「カルト」団体によるキャンパス内勧誘行為を考える」『高等教育ジャーナル』第12巻、北海道大学高等教育機能開発総合センター、2004年、51-60頁、CRID 1390290699771352960、doi:10.14943/j.highedu.12.51、ISSN 13419374。
- Sakurai Yoshihide, 2004, "A Cult Controversy and Freedom of Religion: The Case of an Illegal Missionary Work Lawsuit and Exit Counseling for Unification Church Members" Cultic Studies Review 3(3):183-201.
- 櫻井義秀,2004,「カルト論の現代的射程」『現代社会学研究』17:1-19.
- 櫻井義秀,2004,「食文化から考えるタイ社会」『FFIジャーナル』209:1007-1016.
- 櫻井義秀,2004,「カルト問題と社会秩序(1)－麻原判決とオウム報道－」『文学研究科紀要』114:163-221.
- 櫻井義秀,2004,「宗教と社会開発－東北タイの開発僧－」『印度哲学仏教学』19:245-275.
- Sakurai Yoshihide, 2005, "Contribution to Cultural Bases of Community: How Do University Academics Collaborate with Professionals and Citizens? "John Renner and Jim Cross eds., New Challenges for Sustainability & Growth in Higher Education EDU-COM 2004 :351-361.
- 櫻井義秀,2005,「現代タイ社会論の課題－「共同体文化論」「市民社会論」をめぐって－」北海道大学大学院文学研究科社会システム科学講座『現代社会の社会学的地平－小林甫教授退官記念論文集－』:60-75.
- Sakurai Yoshihide, 2005, "The Conversion of Young Woman and Housewives in the Japanese Unification Church and its Gender Implications" Tomek Bogdanowicz eds., East Asian Studies Hokkaido: Occasional Paper 3 :56-65.
- 櫻井義秀,2005,「宗教の社会的貢献－その条件と社会環境をめぐる比較宗教・社会論的考察－」『宗教と社会』11:163-184.
- 櫻井義秀,2005,「『カルト』問題における調査研究の諸問題－フレーミングとナラティブをめぐって－」『年報社会科学基礎論研究』4:57-75.
- 櫻井義秀,2005,「現代日本の宗教社会学における調査研究の動向」韓日宗教フォーラム第3回学術大会『宗教と儀礼』韓神大学:123-141（ハングル訳 :114-129）.
- 櫻井義秀,2005,「タイにおける継続型高等教育の展開」『年報タイ研究』5:19-36.
- 櫻井義秀,2005,「高等教育の発展戦略と教育課題－タイとオーストラリアのコラボレーション－」『高等教育ジャーナル－高等教育と生涯学習－』13:81-93.
- 櫻井義秀,2005,「『カルト』と暴力－オウム真理教の教団戦略とその破綻－」日本脱カルト協会編『JSCPR』9:20-34.
- 櫻井義秀,2005,「『カルト』問題と社会秩序(2)－脱会カウンセリングと信教の自由－」『北海道大学文学研究科紀要』117:109-157.
- Sakurai Yoshihide,2006,"The Risk of Religious Freedom: Asking the Meaning of Terrorism by Aum Shinrikyo" Journal of the Graduate School of Letters 1:31-43.
- 櫻井義秀,2006,「「カルト」を問題化する社会とは－第1回ICSA（国際カルト研究学会）マドリッド大会報告－」『宗教と社会』12:97-109.
- 櫻井義秀,2006,「南タイにおける暴力の問題－国際タイセミナーにおける研究動向から－」『北海道大学文学研究科紀要』118:183-236.
- 櫻井義秀,2006,「分野別研究動向（地域研究、東南アジア）グローバリゼーションと地域社会変動」『社会学評論』225:204-217.
- 櫻井義秀,2006,「生涯学習社会における人文学（ヒューマニティ）の役割－「宗教情報フォーラム」の実践報告－」『高等教育ジャーナル－高等教育と生涯学習－』14:171-182.
- 櫻井義秀,2006,「カルトの被害をどう食い止めるか」『中央公論』2006年10月号:142-149.
- 櫻井義秀,2006,「東北タイの仏教と開発－三調査比較－」『北海道大学文学研究科紀要』120:1-79.
- 櫻井義秀,2007,「『現代社会と宗教』を見渡すための30冊」『中央公論』2006年2月号:270-283.
- 櫻井義秀「東北タイの寺院と地域社会 : ガマラーサイ郡の寺院悉皆調査より」『北海道大学文学研究科紀要』第121巻、北海道大学、2007年2月、171-269頁、CRID 1050001338983676288、hdl:2115/18913、ISSN 13460277。
- 櫻井義秀「日本のカルト問題 : 「摂理」を事例に」2007年、hdl:2115/35238。「日本近代学会大会. 平成19年5月18日. 韓国」
- Sakurai Yoshihide,2007,"The Structure of Abuse in a Religious Group: The Case of the Holy God Central Church" Journal of the Graduate School of Letters 2:17-29.
- 櫻井義秀,2007,「キャンパス内のカルト問題―学生はなぜ摂理に入るのか?－」『高等教育ジャーナル－高等教育と生涯学習』15:1-13.
- 櫻井義秀,2007,「『カルト』問題研究の展開と課題」『宗教と社会』13:255-274.
- Sakurai Yoshihide,2008,"The Cult Problem in Present-Day Japan" Journal of the Graduate School of Letters 3:29-38.
- 櫻井義秀,2008,「若者とカルト－書き換えられる記憶のゆくえ－」『現代のエスプリーカルト 心理臨床の視点から』至文堂、490:150-159.
- 櫻井義秀,2008,「統一教会の研究(1)―入信・回心・脱会―」『北海道大学文学研究科紀要』126:105-234.
- Sakurai Yoshihide, 2008, "Sociology, Thai Studies in Japan,1996-2006:Globalization and Regional Social Change"The Japanese Society for Thai Studies:33-52.
- Sakurai Yoshihide,2009,"Conflict Between Aum Critics and Human-Rights Advocates in Japan" Cultic Studies Review 7(3):254-278.
- 櫻井義秀,2009,「統一教会の研究(2)―教説―」『北海道大学文学研究科紀要』128:33-94.
- 櫻井義秀,2009,「東アジアにおける冥婚文化の比較研究―日本からの視点―」『東Asia宗教文化研究』創刊号:221-247.
- 櫻井義秀,2009,「『宗教』と『カルト』のあいだ」『宗教研究』361:165-190.
- Sakurai Yoshihide,2010,"Geopolitical Mission Strategy: The Case of the Unification Church in Japan and Korea" Japanese Journal of Religious Studies 37(2):317-334.
- Sakurai Yoshihide,2011,"Social Disparity and the Pop Spiritualism in Recent Japan" Journal of the Graduate School of Letters 6:27-38.
- 櫻井義秀,2011,「文学研究科FDの実践と課題」『高等教育ジャーナル－高等教育と生涯学習』18:33-37.
- Sakurai Yoshihide,2011,"Ainu Religious Consciousness and Challenges of Cultural Preservation" edited by Toru Onai, Living Conditions and Consciousness of Present-day Ainu, Center for Ainu & Indigenous Studies, Hokkaido University:107-115.
- 櫻井義秀・寺沢重法・吉野航一,2011,「宗教の社会貢献活動(1)―問題の射程と全国教団調査－」『北海道大学文学研究科紀要』133:103-154.
- 櫻井義秀,2011,「タイにおける＜都市－農村＞関係の変動と再編―社会的排除･包摂の視点から－」『タイ研究』11:89-106.
- 櫻井義秀,2011,「東アジアにおける宗教文化変容の比較研究 特集：国際比較調査の困難性と可能性」『社会と調査』7:42-50.
- 櫻井義秀,2011,「ソーシャル・キャピタル論の射程と宗教」『宗教と社会貢献』1-1:27-51.
- Sakurai Yoshihide and Shigenori Terazawa,2012,"Is Religion Social Capital in Japan" Journal of the Graduate School of Letters 7:21-29.
- 佐々木香澄・櫻井義秀,2012,「タイ上座仏教寺院とHIV/AIDSを生きる人々―プラバートナンプ寺院を事例に－」『タイ研究』12:21-41.
- 櫻井義秀,2012,「現代日本の宗教社会学が挑むべき課題」西山茂先生古希記念文集編集委員会編『実証的宗教社会学の学縁』地人会:136-142.
- 櫻井義秀,2013,「限界寺院からソーシャル・キャピタルの寺院へ」『社会と調査』10:97-101.
- 櫻井義秀,2013,「論説 人口減少社会における心のあり方と宗教の役割」『宗務時報』115:1-18.
- 櫻井義秀,2014,「人口減少社会日本における希望ときずな－しあわせとソーシャル・キャピタル」『宗教研究』88(2):77-104.
- 櫻井義秀,2015,「傾聴する仏教」『宗教と社会貢献』5(1):29-53.
- 櫻井義秀,2016,「特集論文 現代東アジアの宗教をどうとらえるか」『日中社会学研究』 24: 30-44.
- 櫻井義秀,2017,「特集 主観的ウェル・ビーイングへの社会学的アプローチ─人は宗教で幸せになれるのか」『理論と方法』 32(1): 80-95
- 櫻井義秀,2017,「宗教は人をどのくらい幸せにするのか? : 日本人の幸福感と宗教」『宗務時報』(121: 1-18.

### 著書の分担執筆
- 櫻井義秀,1992,「大衆消費社会の宗教現象」大宮登編『社会学ー時代を知り現在を生きる－』中央法規出版:259-277.
- 櫻井義秀,1992,「高等教育の諸問題と転換の可能性」大宮登編『社会学ー時代を知り現在を生きる－』中央法規出版:176-184.
- 櫻井義秀,1993,「宗教と現代社会ー世俗化論の現代的可能性」土屋博編『聖と俗の交錯』北海道大学図書刊行会:166-198.
- 櫻井義秀,2002,「日本における『カルト問題』の形態－宗教社会学的『カルト』研究の課題－」南山宗教文化研究所編『宗教と社会問題の間－カルト問題を考える－』青弓社:100-118.
- 櫻井義秀,2004,「教団発展の戦略と『カルト』問題―日本の統一教会を事例に－」樫尾直樹・伊藤雅之・弓山達也編著『スピリチュアリティの社会学』世界思想社:205-224.
- 櫻井義秀,2004,「世俗化の限界、政教分離への異論 カルト問題における公共性の課題」島薗進編著『講座宗教9 挑戦する宗教』岩波書店:75-103.
- 櫻井義秀,2004,「カルト・セクト問題」「反カルト運動」「統一教会」「ピーター・ワースレイ『千年王国と未開社会』」「マインド・コントロール」「脱会カウンセリング」井上順孝編『現代宗教事典』弘文堂.
- Sakurai Yoshihide,2006,"The Identity Formation and Life Structure of Workers at a Japanese Pencil Manufacturer in Thailand" Kim-Chuan Goh, Sekson Yongvanit eds., Change and Development in Southeast Asia in an Era of Globalization, Pearson Prentica Hall, Singapore:144-163.
- Sakurai Yoshihide,2006,"Multiple Dimensions of Socially Engaged Buddhism: The Case Study of Northeast and Southern Thailand" Ruben L.F. Habito and Keishin Inaba eds., The Practice of Altruism: Caring and Religion in Global Perspective, Cambridge Scholars Press, London
- 櫻井義秀,2007,「カルト問題と格差社会との関連」渡邊直樹責任編集『宗教と現代が分かる本』平凡社:140-143.
- 櫻井義秀,2007,「『カルト』対策としての宗教リテラシー教育」国際宗教研究所『現代宗教2007―宗教教育の地平―』秋山書店:300-321.
- 櫻井義秀,2007,「市民宗教と公共宗教論」「構造機能主義」「理論と現実」「調査の成否」「調査倫理と社会倫理の葛藤」「事例研究と比較研究」「カルト問題」「反カルト運動」「オウム真理教」「宗教と暴力」櫻井義秀・三木英編『よくわかる宗教社会学』ミネルヴァ書房.
- Sakurai Yoshihide,2008,"The Structure of Social Exclusion and Inclusion in Thai Society" Noriyuki Suzuki and Somsak Srisontisuk eds. Civil Society:Movement and Development I Northeast Thailand" Khonkaen University Press :71-92.
- 櫻井義秀,2009,「現代の社会問題としてのカルト」日本脱カルト協会編『カルトからの脱会と回復のための手引き』遠見書房:27-33.
- 櫻井義秀,2009,「カルト予防の社会的責任」日本脱カルト協会編『カルトからの脱会と回復のための手引き』遠見書房:191-197.
- Sakurai Yoshihide,2009,"The Social Perceptions of New Religious Movements in the Post-Aum Japan: The Popular Use of "Cult" and "Mind Control" and its Context" Darwis Khudori eds., The Rise of Religion-Based Political Movements: A Threat or a Chance for Peace, Security and Development among the Nation Indonesian Conference on Religion and Peace:253-264.
- Sakurai Yoshihide,2010,“Religious Institution and Their Management in Japan” Michaela Moravcikova and Eleonora Valova eds., Financing of Churches and Religious Societies in the 21st CENTURY, Institute of State-Church Relations, Brastislava :296-307.
- 櫻井義秀,2011,「第3章 宗教と社会―カルトとの遭遇」岡田典夫・小澤浩・櫻井義秀・島薗進・中村圭志『はじめて学ぶ宗教―自分で考えたい人のために－』有斐閣:108-146.
- 櫻井義秀,2011,「第4話 人並みになったペットとペット並みになった人」千葉惠編『笑い力―人文学でワッハッハ－』北海道大学出版会:69-90.
- Sakurai Yoshihide,2011,"New Religions-Economic Aspects" Birgit Staemmler and Ulrich Dehn eds. Establishing the Revolutionary: An Introduction to New Religions in Japan, Lit Verlag GmbH & Co.KG. Wien, Zurich:89-118.
- 櫻井義秀,2012,「第2章 統一教会の宣教戦略と組織構造―グローバル化とマネジメントの視点から－」中牧弘允・ウェンディ・スミス編『グローバル化するアジア系宗教―経営とマーケティング―』東方出版:58-90.
- Sakurai Yoshihide,2012,"Chapter 2 Transition and Reformation of Rural-Urban Relations in Thailand: From the Perspective of Social Exclusion and Inclusion" Noriyuki Suzuki & Somsak Srisontisuk eds., Dynamics of Civil Society Movement in Northeastern Thailand, Khon Kaen University Press, Thailand:35-73.
- 櫻井義秀,2012,「第3章 誤解とカルト」松江崇編『誤解の世界―楽しみ、学び、防ぐために－』北海道大学出版会:69-90.
- 櫻井義秀,2012,「第4章 過疎と寺院」大谷栄一・藤本頼生編『地域社会をつくる宗教』明石書店:130-154.
- 櫻井義秀,2012,「第6章 新宗教運動とスピリチュアリティ・ブーム」樫尾直樹編『霊性と文化』慶應義塾大学出版会。
- Sakurai Yoshihide and Kazumi Sasaki,2014,"Chapter 28 Theravada Buddhist Temple Taking Care of People Living with HIV/AIDS in Thailand: A Case Study of Phrabatnampu Temple" Pranee Liamputtong eds., Cotemporary Socio-Cultural and Political Perspectives in Thailand,Springer, NY .445-463,
- 櫻井義秀,2014,「第26章 規範としての上座仏教－近代に構築された宗教」綾部真雄編『タイを知るための72章』明石書店:150-154.
- 櫻井義秀,2014,「第27章 仏教僧・寺院の社会的役割」綾部真雄編『タイを知るための72章』明石書店:161-165.
- Sakurai Yoshihide,2014,"Missionary Trans-Border Religions and Defensive Civil Society in Contemporary Japan: Toward a Comparative Institutional Approach to Religious Pluralism" G. Giordan and E. Pace eds., Religious Pluralism, Springer, Switzerland:157-170.

### 報告書
- 櫻井義秀,1992,「北海道移住者のライフヒストリー－ある北星女学校教師の人生の軌跡－」米村昭二編『科学研究費報告書：北海道移住と定着過程の社会学的研究』:3-37.
- 櫻井義秀,1997,「マインド・コントロール言説と情報化社会」櫻井義秀編『科学研究費報告書：現代宗教への視角をめぐって－新宗教教団の形成過程と地域社会変動－』:9-20.
- 櫻井義秀,1997,「新宗教教団の形成と地域社会－天照教調査の経過報告－」櫻井義秀編『科学研究費報告書：現代宗教への視角をめぐって－新宗教教団の形成過程と地域社会変動－』:3-8.
- 櫻井義秀,1997,「新宗教教団の形成と地域社会－天地正教の場合ー」櫻井義秀編『科学研究費報告書：現代宗教への視角をめぐって－新宗教教団の形成過程と地域社会変動－』:21-45.
- 櫻井義秀,1997,「工場労働者のアイデンティティ形成と生活文化ー在タイ日系鉛筆製造工場を事例にー」小林甫編『科学研究費報告書：現代市民の生活価値変容と青年教育改革－教育社会学的・教育社会史的研究－』:95-144.
- 櫻井義秀,1999,「東北タイ地域開発に果たす僧侶の役割」北海道大学文学部助教授足立明代表『文部省科学研究費 国際学術研究報告書：開発言説と農村開発－スリランカ・インドネシア・タイを事例に－』53-129.
- 櫻井義秀,2000,「中山間地域 国際結婚をめぐる問題状況-山形県最上郡を中心に－」米村昭二編『科学研究費補助金研究成果報告書：日本における外国人労働者と国際結婚-職業的・文化的・社会的適応-』:247-271.
- 櫻井義秀,2000,「社会集団調査法の新局面」櫻井義秀編『科学研究費報告書：教団研究の今日的課題』.
- 櫻井義秀,2000,「『カルト』の暴力と『マインド・コントロール』－『対立する宗教』・『宗教と暴力』の問題をめぐって－」櫻井義秀編『科学研究費報告書：教団研究の今日的課題』:9-28.
- 櫻井義秀,2000,「日本のマスメディアにおける『カルト』『マインド・コントロール』用例の時系列分析-1990年から1999年まで－」櫻井義秀編『科学研究費報告書：教団研究の今日的課題』:68-88.
- 櫻井義秀,2000,「長寿社会沖縄の文化・社会的特徴に関する一考察」金子勇編『都市における高齢者福祉文化の比較研究報告書』:103-125.
- 櫻井義秀編,2002，科学研究費報告書基盤研究(B)(2)海外調査『東北タイの地域発展と市民社会形成』
- 櫻井義秀編,2007，科学研究費報告書基盤研究(B)(2)『カルト問題と社会秩序―公共性構築に関わる比較社会論的検討』
- 櫻井義秀,2008,「タイ社会における排除の構造と社会的包摂」科学研究費報告書基盤研究（Ｂ）（海外）鈴木規之編『東北タイの開発と市民社会の基盤となるプラチャーコム（住民による小グループ)』53-65.
- 櫻井義秀,2009,「テーマセッション趣旨説明 宗教の社会貢献活動―基礎論構築をめざして」『宗教と社会』15:161-162.
- 櫻井義秀,2009,「大学におけるカルト問題」『日本脱カルト協会会報』14:16-26.
- 櫻井義秀,2009,「特別寄稿 孤立化する若者とカルト－親密性の綱引きをはじめた大学から－」『心の健康』123:32-38.
- 櫻井義秀,2010,「コメント 西欧から見た日本映画の宗教性」国際研究フォーラム『映画の中の宗教文化』國學院大學研究開発推進機構日本文化研究所:43-46.
- 櫻井義秀,2010,「第8章 アイヌ民族の宗教意識と文化伝承」北海道大学アイヌ・先住民研究センター『現代アイヌの生活と意識』:97-104
- 櫻井義秀,2010,「レスポンス カルトとスピリチュアリティを並置したわけ」（テーマセッション カルト／スピリチュアリティ／現代宗教の把握）『宗教と社会』16:255-257.
- 櫻井義秀,2011,『2010年度社会調査実習報告書 現代仏教の地域社会(1)―過疎地域寺院の現状と課題－』.
- 櫻井義秀,2012,『2011年度社会調査実習報告書 北海道の過疎・過密問題と宗教施設』.
- 櫻井義秀,2013,「査読という仕事－教育・研究支援のために」『現代社会学研究』26:93-101.
- 井上順孝・櫻井義秀・藤田庄市・高橋典史,2013,「座談会 『オウム真理教事件』を大学生にどう伝えるか」『宗教と現代がわかる本2013』平凡社:152-171.
- 櫻井義秀,2014,「自著紹介『大学のカルト対策』」『現代社会学研究』27:73-76.
- 櫻井義秀,2015,「報告2 テーマセッション・プロジェクトの動向」（テーマセッション 『宗教と社会』誌からみた「宗教と社会」学会の20年）『宗教と社会』21:125-130.

### その他（書評、エッセイなど）
- 櫻井義秀,1994,「浅野慎一著『世界変動と出稼・移民労働の社会理論』教育叢書、1993年」『現代社会学研究』7:157-159.
- 櫻井義秀,1995,「谷富夫著『聖なるものの持続と変容』恒星社厚生閣、1994年」『ソシオロジ』124:151-155.
- 櫻井義秀,1996,「松崎憲三編著『東アジアの死霊結婚』岩田書店、1994年」『宗教研究』.
- 櫻井義秀,1997,「自己啓発セミナーと現代学生気質」『中外日報』 1997/2/15 1面.
- 櫻井義秀,1998,「タイの開発僧」『中外日報』1998/9/22 1面.
- 櫻井義秀,1998,「続タイの開発僧-開発の再政治化と仏教の役割-」『中外日報』1998/12/10 1、2面.
- 櫻井義秀,1999,「カルト批判への展望」『中外日報』1999/9/2 1、5面.
- 櫻井義秀,2000,「単純なカルト批判は禁物-信者追い込む過程究明をー」『朝日新聞』2000/5/9 夕刊5面.
- 櫻井義秀,2000,「カルト、マインド・コントロールはなぜマスメディアに定着したか」『中外日報』2000/5/16 1、7面.
- 櫻井義秀,2000,「カルト問題はオウムだけじゃない！大人はもっと若者の声に耳を傾けろ！」東海教育研究所編『望星ライブラリー・1大事なことは30代に訊けーさよなら団塊の世代-』2000/10/28.
- 櫻井義秀,2000,「北海道新宗教調査余話」『ラーク便り』.
- 櫻井義秀,2001,「青春を返せ訴訟札幌地裁判決の意味」約3200字 中外日報 2001/7/3 7面.
- 櫻井義秀,2001,「『宗教被害』裁判における布教・教化の諸問題ー統一教会元信者の『青春を返せ訴訟』」『国際宗教研究所ニュースレター』31 2001/7/25:2-7.
- 櫻井義秀,2001,「東北タイで生き甲斐発見」『中外日報』2001/5/16 4面.
- 櫻井義秀,2002,「『宗教の復権－グローバリゼーション・カルト論争・ナショナリズム－』中野毅著」東京堂出版:262.
- 櫻井義秀,2003,「米国におけるカルト問題の研究動向」中外日報 2003/9/27 6、7面.
- 櫻井義秀,2004,「グローバリゼーションとスピリチュアリティ復権」『中外日報』2004/7/13 6,7面.
- 櫻井義秀,2004,「グローバリゼーションと民族主義」『聖教新聞』2004/9/14.
- 櫻井義秀,2004,「平和の構築－対話する意志と力－」『京都仏教』2005/1:77号:4-5.
- 櫻井義秀,2005,「IAHR世界大会を終えて－宗教と暴力・新宗教・カルト問題－」『中外日報』2005/4/21 6面.
- 櫻井義秀,2005,「スペイン・国際カルト研究学会大会報告」『中外日報』2005/8/23.
- 櫻井義秀,2005,「市民社会形成の担い手に宗教組織はなりうるか－新宗教の国際協力をどう評価するか－」『新宗教新聞』2005/4/25.
- 櫻井義秀,2006,「アメリカのカルト事情2006」『中外日報』2006/8/5.
- 櫻井義秀,2006,「文系大学院―将来への戦略と展望―」『失敗しない大学院進学ガイド』日本評論社：46-47.
- 櫻井義秀,2006,「リプライ『東北タイの開発と文化再編』」『宗教と社会』12:170-174.
- 櫻井義秀,2006,「リプライ『東北タイの開発と文化再編』」『現代社会学研究』19:85-88.
- 櫻井義秀,2006,「中村則弘著『台頭する私営企業主と変動する中国社会』」『現代社会学研究』19:71-76.
- 櫻井義秀,2007,「リプライ『カルトを問い直す』」『宗教と社会』13:148-152.
- 櫻井義秀,2007,「リプライ『カルトを問い直す』」『現代社会学研究』20:143-146.
- 櫻井義秀,2007,「ユタ州とブリガム・ヤングーアメリカ西部開拓史における暴力・性・宗教」財団法人キリスト教文書センター『本のひろば』2007/8:14-15。
- 櫻井義秀,2007,「菊池裕生・芳賀学『『仏のまなざし、読みかえられる自己：回心のミクロ社会学』」『宗教研究』354:163-169.
- 櫻井義秀,2007,「韓国と日本 宗教文化交流の諸相」『中外日報』2007/1/13.
- 櫻井義秀,2007,「スピリチュアリティ・ブームと下流化」『日本学士会報』865：129-134.
- 櫻井義秀,2008,「宗教社会学における調査方法の課題と実践 書評セッションコメント3」『宗教と社会』14:184-188.
- 櫻井義秀,2008,「中国のカルト問題研究集会に参加して」『中外日報』2008/1/19.
- 櫻井義秀,2008,「国際カルト研究学会大会に参加して フィラデルフィア」『中外日報』2008/8/2.
- 櫻井義秀,2008,「カルト問題に見る公共性の意識」『消費者法ニュース』77:246-248.
- 櫻井義秀,2009,「リプライ『東北タイの開発僧』」『宗教と社会』15:149-152.
- 櫻井義秀,2009,「リプライ『東北タイの開発僧』」『現代社会学研究』22:63-67.
- 櫻井義秀,2009,「篠田節子著,『仮想儀礼』上・下, 新潮社, 二〇〇八年一二月二〇 日刊/ 藤田庄市著, 『宗教事件の内側-精神を呪縛される人々-』, 岩波書店, 二〇〇八年一〇月三〇日刊」宗教研究 83(3):1047-1056.
- 櫻井義秀,2009,「著者に聞く『東北タイの開発僧－宗教と社会貢献』梓出版社」『国際宗教研究所ニュースレター』58:17-22.
- 櫻井義秀,2009,「自著『東北タイの開発僧－宗教と社会貢献』を語る ―「タイを学ぶ本」第8回－」『タイ国情報』42-6:22-26.
- 櫻井義秀,2009,「国際宗教社会学会大会報告－サンチャゴ・デ・コンポステーラ2009」中外日報、2009/9/8.
- 櫻井義秀,2009,「中東欧の教会と社会 宗教多元化時代の教会運営」中外日報 2009/12/5.
- 櫻井義秀,2010,「論談 統一教会―日本宣教の戦略と韓日祝福」中外日報 2010/5/1.
- 櫻井義秀,2010,「タイを学ぶ本15回 自著を語る 『現代タイにおける社会的排除と包摂』」『タイ国情報』44-3:85-93.
- 櫻井義秀,2010,「論談 第二十回IAHRトロント大会に参加して」中外日報 2010/9/4.
- 櫻井義秀,2010,「開かれた宗教と社会貢献活動」『第三文明』10:23-27.
- 櫻井義秀,2010,「論談 北京フォーラム2010に参加して」『中外日報』2010/11/20.
- 櫻井義秀,2011,「太田俊寛著『オウム真理教の精神史―ロマン主義・全体主義･原理主義―』春秋社『週刊読書人』2011/7/8:4.
- 櫻井義秀,2011,「リプライ櫻井義秀・中西尋子『統一教会』」『宗教と社会』17:82-84.
- 櫻井義秀,2012,「論談 宗教多元主義 現代宗教社会学の課題」『中外日報』2012/8/23.
- 櫻井義秀,2012,「スピリチュアリティ・ブームと現代社会」慶應義塾大学通信教育部『三色旗』774:19-23.
- 櫻井義秀,2012,「論談 東チベット探訪－復興するチベット仏教と中国の宗教政策」『中外日報』2012/10/6.
- 櫻井義秀,2012,「現代日本の宗教最前線1 比較宗教社会学の視座から」『寺門興隆』2012-10:78-83.
- 櫻井義秀,2012,「現代日本の宗教最前線2 オウム真理教問題」『寺門興隆』2012-11:106-111.
- 櫻井義秀,2012,「中欧の宗教散策 ドイツの上座仏教・ハンガリーのユダヤ教・クロアチアのカトリック」『中外日報』2012/12/6.
- 櫻井義秀,2012,「現代日本の宗教最前線3 オウム信徒の社会適応性」『寺門興隆』2012-12:110-115.
- 櫻井義秀,2012,「塩月亮子著『沖縄シャーマニズムの近代』」森話社『図書新聞』2012/7/7:3.
- Sakurai Yoshihide, 2012,"Inoue Nobutaka and the Religious Information Research Center, eds., Aum Shinrikyo in the Information Age" Religious Studies in Japan 1:79-85.
- 櫻井義秀,2012，「『情報時代のオウム真理教』 井上順孝責任編集・宗教情報リサーチセンター編 春秋社、二〇一一年七月二九日刊行、A5判、本文四三七+付録二六頁」『宗教研究』.
- 櫻井義秀,2012,「リプライ テーマセッション2「宗教社会学・教団研究の現在と社会の接点－櫻井義秀・中西尋子『統一教会』を検討する」『宗教と社会』18:133-135.
- 櫻井義秀,2013,「カルト問題と公共性－報道と裁判」『消費者法ニュース』95：216-219.
- 櫻井義秀,2013,「現代日本の宗教最前線4 韓国新宗教が日本で問題なわけ」『寺門興隆』2013-1:124-129.
- 櫻井義秀,2013,「現代日本の宗教最前線5 地上天国を信じた日本人女性信者は韓国でどうしているか」『寺門興隆』2013-2:132-137.
- 櫻井義秀,2013,「現代日本の宗教最前線6 なぜ多くの人が教団の勧誘に乗り言いなりになるのか」『寺門興隆』2013-3:116-121.
- 櫻井義秀,2013,「現代日本の宗教最前線7 体罰はカルトと同じく人を使い捨てする社会の象徴か」『寺門興隆』2013-4:124-129.
- 櫻井義秀,2013,「現代日本の宗教最前線8 宗教勧誘から大学生を守る」『寺門興隆』2013-5:130-135.
- 櫻井義秀,2013,「現代日本の宗教最前線9 社会への信頼や期待を失うわけ」『寺門興隆』2013-6:134-139.
- 櫻井義秀,2013,「現代日本の宗教最前線10 人類が進化するために宗教が必要だった本等の理由」『寺門興隆』2013-7:130-135.
- 櫻井義秀,2013,「現代日本の宗教最前線11 なぜ人は占いや疑似科学に取り込まれてしまうのか」『寺門興隆』2013-8:118-123.
- 櫻井義秀,2013,「現代日本の宗教最前線12 若者を狙う自己啓発セミナー」『寺門興隆』2013-9:114-119.
- 櫻井義秀,2013,「現代日本の宗教最前線13日本人はなぜ内向きか」『寺門興隆』2013-10:120-125.
- 櫻井義秀,2013,「現代日本の宗教最前線14 寺は世襲でやっていけるか」『寺門興隆』2013-11:118-123.
- 櫻井義秀,2013,「現代日本の宗教最前線15 政治に利用されない神道に」『月刊住職』2013-12:128-123.
- 櫻井義秀,2014,「現代日本の宗教最前線16日本でペット供養流行るわけ」『月刊住職』2014-1:128-133.
- 櫻井義秀,2014,「現代日本の宗教最前線17 個人化とナショナリズム」『月刊住職』2014-2:122-127.
- 櫻井義秀,2014,「現代日本の宗教最前線18 非常事態宣言にかかわらず首都機能麻痺が続くわけ」『月刊住職』2014-3:134-139.
- 櫻井義秀,2014,「現代日本の宗教最前線19 国家統治に仏教と正法を使うジレンマ」『月刊住職』2014-4:124-129.
- 櫻井義秀,2014,「現代日本の宗教最前線20 タイ開発僧と社会参加仏教」『月刊住職』2014-5:130-135.
- 櫻井義秀,2014,「現代日本の宗教最前線21 中国の少数民族チベット仏教政策は何をもたらしたか」『月刊住職』2014-6:128-133.
- 櫻井義秀,2014,「現代日本の宗教最前線22 中国の弾圧によりかえってチベット仏教は興隆した？」『月刊住職』2014-7:132-137.
- 櫻井義秀,2014,「現代日本の宗教最前線23 震災と原発の被災者にこれから宗教ができること」『月刊住職』2014-8:124-129.
- 櫻井義秀,2014,「現代日本の宗教最前線24 福祉は宗教の事業であったことを今改めて問うために」『月刊住職』2014-10:122-127.
- 櫻井義秀,2014,「現代日本の宗教最前線25 台湾の現代仏教の巨大化は民主化といかに関係するか」『月刊住職』2014-11:120-125.
- 櫻井義秀,2014,「現代日本の宗教最前線26 求められるままに僧侶はただ傾聴すればよいのか」『月刊住職』2014-12:126-131.
- 櫻井義秀,2014,「島薗進・磯前順一編著、『宗教と公共空間―見直される宗教の役割－』」 東京大学出版会『週刊読書人』2014/10/31.
- 櫻井義秀,2015,「随筆・随想 カルト問題(1)(2)(3)(4)」『中外日報』2015年10月6，9，12，15日連載.
- 櫻井義秀,2015,「キャンパス内のカルト問題を考える(1)グローバル化と現代宗教 信教の自由をめぐって(2)カルトからの回復(3)信教の自由と教育責任」『全仏』615-617.
- 櫻井義秀,2015,「リプライ 櫻井義秀『カルト問題と公共性－裁判・メディア・宗教研究はどう論じたか』」『宗教と社会』21:95-96.
- 櫻井義秀,2015,「白波瀬達也『宗教の社会貢献を問い直す－ホームレス支援の現場から』ナカニシヤ出版、四六判二六四頁、三五〇〇円＋税」『宗教研究』89-2：412-417
- 櫻井義秀,2015,「塚田穂高『宗教と政治の転轍点』花伝社」『図書新聞』2015/8/22.
- 櫻井義秀,2015,「リチャード・ガードナー/村上辰雄編『宗教と宗教学の間―新しい共同体への展望』上智大学出版会」『週刊読書人』2015/10/16.
- 櫻井義秀,2015,「現代日本の宗教最前線27 地域を立て直すのは仏教か」『月刊住職』2015-1:130-135.
- 櫻井義秀,2015,「現代日本の宗教最前線28 なぜ韓国は今になって従軍慰安婦問題を問うのか」『月刊住職』2015-3:132-137.
- 櫻井義秀,2015,「現代日本の宗教最前線29 アジアの奇跡と言われる韓国にキリスト教急伸の真相」『月刊住職』2015-4:132-137.
- 櫻井義秀,2015,「現代日本の宗教最前線30日本にも宣教する韓流キリスト教の実力と信者獲得策」『月刊住職』2015-6:130-135.
- 櫻井義秀,2015,「現代日本の宗教最前線31日本で爆買いする中国人に潜む不安と尼僧への眼差し」『月刊住職』2015-7:128-133.
- 櫻井義秀,2015,「現代日本の宗教最前線32 東アジアの社会福祉と宗教」『月刊住職』2015-8:130-135.
- 櫻井義秀,2015,「現代日本の宗教最前線33 ホームレス急増の現実に宗教者の支援はいかにして可能か」『月刊住職』2015-9:128-133.
- 櫻井義秀,2015,「現代日本の宗教最前線34 大東亜戦争とイスラーム国」『月刊住職』2015-10:130-135.
- 櫻井義秀,2015,「現代日本の宗教最前線35 人はなぜ聖地巡礼するか」『月刊住職』2015-12:134-139.
- 櫻井義秀,2016,「現代日本の宗教最前線36 宗教は何のためにあるか 脳科学で何がわかったか」『月刊住職』2016-2:134-139.
- 櫻井義秀,2016,「現代日本の宗教最前線37日本人が幸せになるには豊かさか宗教が必要か」『月刊住職』2016-3:126-131.
- 櫻井義秀,2016,「現代日本の宗教最前線38日韓幸福感の低さと宗教」『月刊住職』2016-4:122-127.
- 櫻井義秀,2016,「現代日本の宗教最前線39 人口減少社会の寺院」『月刊住職』2016-5:126-131.
- 櫻井義秀,2016,「学生支援・カルト問題対応と宗教文化教育フォーラム報告「いま、若者たちのなかで何が起こっているのか」」『キリスト教育論集』『月刊住職』24:106-110.
- 櫻井義秀,2016,「報告2 カルト問題研究を開拓してきて」（テーマセッション ポストオウム研究の課題と展望―地下鉄サリン事件の地点から）」『宗教と社会』22: 132-134.
- 櫻井義秀,2016,「津村文彦著『東北タイにおける精霊と呪術師の人類学』『宗教と社会』22: 94-97.
- 櫻井義秀,2016,「岡本亮輔著『聖地巡礼―世界遺産からアニメの舞台まで』」『宗教と社会』 22: 155-155.
- 櫻井義秀,2017「書評 柳川悠二『永遠のPL学園』『北海道新聞』2017年5月.

### 番組出演・トークショーなど
- NHK総合「オウム真理教 地下鉄サリン事件から20年」（2015/3/15 13:50-15:00）[23]
- 現代宗教を考える 櫻井 義秀(宗教社会学者)×平藤 喜久子(神話学者)＠ジュンク堂池袋本店（2015/5/8）[24]